# Europarlamentari della Polonia della X legislatura
Gli europarlamentari della Polonia della X legislatura, eletti in occasione delle elezioni europee del 2024, sono i seguenti.

## Riepilogo
| Coalizione                                 | Coalizione                                       | Pomerania          | Cuiavia-Pomerania | Podlachia e Varmia-Masuria                                     | Varsavia                     | Masovia          | Łódź                               | Grande Polonia     | Lublino                          | Precarpazia                                               | Piccola Polonia e Santacroce                    | Slesia                             | Bassa Slesia e Opole | Lubusz e Pomerania Occidentale |
| ------------------------------------------ | ------------------------------------------------ | ------------------ | ----------------- | -------------------------------------------------------------- | ---------------------------- | ---------------- | ---------------------------------- | ------------------ | -------------------------------- | --------------------------------------------------------- | ----------------------------------------------- | ---------------------------------- | -------------------- | ------------------------------ |
|                                            | Coalizione Civica (seggi: 21)                    | Seggi: 2           | Seggi: 1          | Seggi: 1                                                       | Seggi: 3                     | Seggi: 1         | Seggi: 1                           | Seggi: 2           | Seggi: 1                         | Seggi: 1                                                  | Seggi: 2                                        | Seggi: 3                           | Seggi: 2             | Seggi: 1                       |
| - Magdalena Adamowicz - Janusz Lewandowski | Coalizione Civica (seggi: 21)                    | - Krzysztof Brejza | - Jacek Protas    | - Marcin Kierwiński - Kamila Gasiuk-Pihowicz - Michał Szczerba | - Andrzej Halicki            | - Dariusz Joński | - Ewa Kopacz - Michał Wawrykiewicz | - Marta Wcisło     | - Elżbieta Łukacijewska          | - Bartłomiej Sienkiewicz - Jagna Marczułajtis-Walczak     | - Borys Budka - Łukasz Kohut - Mirosława Nykiel | - Bogdan Zdrojewski - Andrzej Buła | - Bartosz Arłukowicz |                                |
|                                            | Destra Unita (seggi: 20)                         | Seggi: 1           | Seggi: 1          | Seggi: 1                                                       | Seggi: 2                     | Seggi: 2         | Seggi: 1                           | Seggi: 1           | Seggi: 1                         | Seggi: 2                                                  | Seggi: 3                                        | Seggi: 2                           | Seggi: 2             | Seggi: 1                       |
| - Piotr Józef Müller                       | Destra Unita (seggi: 20)                         | - Kosma Złotowski  | - Maciej Wąsik    | - Małgorzata Gosiewska - Tobiasz Bocheński                     | - Adam Bielan - Jacek Ozdoba | - Waldemar Buda  | - Marlena Maląg                    | - Mariusz Kamiński | - Daniel Obajtek - Bogdan Rzońca | - Beata Szydło - Dominik Tarczyński - Arkadiusz Mularczyk | - Patryk Jaki - Jadwiga Wiśniewska              | - Michał Dworczyk - Anna Zalewska  | - Joachim Brudziński |                                |
|                                            | Confederazione Libertà e Indipendenza (seggi: 6) | Seggi: -           | Seggi: -          | Seggi: -                                                       | Seggi: 1                     | Seggi: -         | Seggi: -                           | Seggi: 1           | Seggi: -                         | Seggi: 1                                                  | Seggi: 1                                        | Seggi: 1                           | Seggi: 1             | Seggi: -                       |
| –                                          | Confederazione Libertà e Indipendenza (seggi: 6) | –                  | –                 | - Ewa Zajączkowska-Hernik                                      | –                            | –                | - Anna Bryłka                      | –                  | - Tomasz Buczek                  | - Grzegorz Braun                                          | - Marcin Sypniewski                             | - Stanisław Tyszka                 | –                    |                                |
|                                            | Terza Via (seggi: 3)                             | Seggi: -           | Seggi: -          | Seggi: -                                                       | Seggi: 1                     | Seggi: -         | Seggi: -                           | Seggi: 1           | Seggi: -                         | Seggi: -                                                  | Seggi: 1                                        | Seggi: -                           | Seggi: -             | Seggi: -                       |
| –                                          | Terza Via (seggi: 3)                             | –                  | –                 | - Michał Kobosko                                               | –                            | –                | - Krzysztof Hetman                 | –                  | –                                | - Adam Jarubas                                            | –                                               | –                                  | –                    |                                |
|                                            | La Sinistra (seggi: 3)                           | Seggi: -           | Seggi: -          | Seggi: -                                                       | Seggi: 1                     | Seggi: -         | Seggi: -                           | Seggi: 1           | Seggi: -                         | Seggi: -                                                  | Seggi: -                                        | Seggi: -                           | Seggi: 1             | Seggi: -                       |
| –                                          | La Sinistra (seggi: 3)                           | –                  | –                 | - Robert Biedroń                                               | –                            | –                | - Joanna Scheuring-Wielgus         | –                  | –                                | –                                                         | –                                               | - Krzysztof Śmiszek                | –                    |                                |
| Totale (53 seggi)                          | Totale (53 seggi)                                | 3                  | 2                 | 2                                                              | 8                            | 3                | 2                                  | 6                  | 2                                | 4                                                         | 7                                               | 6                                  | 6                    | 2                              |

## Composizione storica
| Europarlamentare           | Lista                                                | Gruppo | Gruppo                                                 |
| -------------------------- | ---------------------------------------------------- | ------ | ------------------------------------------------------ |
| Bartosz Arłukowicz         | Coalizione Civica (Piattaforma Civica)               |        | Gruppo del Partito Popolare Europeo                    |
| Krzysztof Brejza           | Coalizione Civica (Piattaforma Civica)               |        | Gruppo del Partito Popolare Europeo                    |
| Borys Budka                | Coalizione Civica (Piattaforma Civica)               |        | Gruppo del Partito Popolare Europeo                    |
| Andrzej Buła               | Coalizione Civica (Piattaforma Civica)               |        | Gruppo del Partito Popolare Europeo                    |
| Kamila Gasiuk-Pihowicz     | Coalizione Civica (Piattaforma Civica)               |        | Gruppo del Partito Popolare Europeo                    |
| Andrzej Halicki            | Coalizione Civica (Piattaforma Civica)               |        | Gruppo del Partito Popolare Europeo                    |
| Marcin Kierwiński          | Coalizione Civica (Piattaforma Civica)               |        | Gruppo del Partito Popolare Europeo                    |
| Ewa Kopacz                 | Coalizione Civica (Piattaforma Civica)               |        | Gruppo del Partito Popolare Europeo                    |
| Janusz Lewandowski         | Coalizione Civica (Piattaforma Civica)               |        | Gruppo del Partito Popolare Europeo                    |
| Elżbieta Łukacijewska      | Coalizione Civica (Piattaforma Civica)               |        | Gruppo del Partito Popolare Europeo                    |
| Jagna Marczułajtis-Walczak | Coalizione Civica (Piattaforma Civica)               |        | Gruppo del Partito Popolare Europeo                    |
| Mirosława Nykiel           | Coalizione Civica (Piattaforma Civica)               |        | Gruppo del Partito Popolare Europeo                    |
| Jacek Protas               | Coalizione Civica (Piattaforma Civica)               |        | Gruppo del Partito Popolare Europeo                    |
| Bartłomiej Sienkiewicz     | Coalizione Civica (Piattaforma Civica)               |        | Gruppo del Partito Popolare Europeo                    |
| Michał Szczerba            | Coalizione Civica (Piattaforma Civica)               |        | Gruppo del Partito Popolare Europeo                    |
| Marta Wcisło               | Coalizione Civica (Piattaforma Civica)               |        | Gruppo del Partito Popolare Europeo                    |
| Bogdan Zdrojewski          | Coalizione Civica (Piattaforma Civica)               |        | Gruppo del Partito Popolare Europeo                    |
| Dariusz Joński             | Coalizione Civica (Iniziativa Polacca)               |        | Gruppo del Partito Popolare Europeo                    |
| Magdalena Adamowicz        | Coalizione Civica (Indipendente)                     |        | Gruppo del Partito Popolare Europeo                    |
| Łukasz Kohut               | Coalizione Civica (Indipendente)                     |        | Gruppo del Partito Popolare Europeo                    |
| Michał Wawrykiewicz        | Coalizione Civica (Indipendente)                     |        | Gruppo del Partito Popolare Europeo                    |
| Adam Bielan                | Destra Unita (Diritto e Giustizia)                   |        | Gruppo dei Conservatori e dei Riformisti Europei       |
| Tobiasz Bocheński          | Destra Unita (Diritto e Giustizia)                   |        | Gruppo dei Conservatori e dei Riformisti Europei       |
| Joachim Brudziński         | Destra Unita (Diritto e Giustizia)                   |        | Gruppo dei Conservatori e dei Riformisti Europei       |
| Waldemar Buda              | Destra Unita (Diritto e Giustizia)                   |        | Gruppo dei Conservatori e dei Riformisti Europei       |
| Michał Dworczyk            | Destra Unita (Diritto e Giustizia)                   |        | Gruppo dei Conservatori e dei Riformisti Europei       |
| Małgorzata Gosiewska       | Destra Unita (Diritto e Giustizia)                   |        | Gruppo dei Conservatori e dei Riformisti Europei       |
| Mariusz Kamiński           | Destra Unita (Diritto e Giustizia)                   |        | Gruppo dei Conservatori e dei Riformisti Europei       |
| Marlena Maląg              | Destra Unita (Diritto e Giustizia)                   |        | Gruppo dei Conservatori e dei Riformisti Europei       |
| Arkadiusz Mularczyk        | Destra Unita (Diritto e Giustizia)                   |        | Gruppo dei Conservatori e dei Riformisti Europei       |
| Piotr Müller               | Destra Unita (Diritto e Giustizia)                   |        | Gruppo dei Conservatori e dei Riformisti Europei       |
| Daniel Obajtek             | Destra Unita (Diritto e Giustizia)                   |        | Gruppo dei Conservatori e dei Riformisti Europei       |
| Bogdan Rzońca              | Destra Unita (Diritto e Giustizia)                   |        | Gruppo dei Conservatori e dei Riformisti Europei       |
| Beata Szydło               | Destra Unita (Diritto e Giustizia)                   |        | Gruppo dei Conservatori e dei Riformisti Europei       |
| Dominik Tarczyński         | Destra Unita (Diritto e Giustizia)                   |        | Gruppo dei Conservatori e dei Riformisti Europei       |
| Maciej Wąsik               | Destra Unita (Diritto e Giustizia)                   |        | Gruppo dei Conservatori e dei Riformisti Europei       |
| Jadwiga Wiśniewska         | Destra Unita (Diritto e Giustizia)                   |        | Gruppo dei Conservatori e dei Riformisti Europei       |
| Anna Zalewska              | Destra Unita (Diritto e Giustizia)                   |        | Gruppo dei Conservatori e dei Riformisti Europei       |
| Kosma Złotowski            | Destra Unita (Diritto e Giustizia)                   |        | Gruppo dei Conservatori e dei Riformisti Europei       |
| Patryk Jaki                | Destra Unita (Polonia Sovrana)                       |        | Gruppo dei Conservatori e dei Riformisti Europei       |
| Jacek Ozdoba               | Destra Unita (Polonia Sovrana)                       |        | Gruppo dei Conservatori e dei Riformisti Europei       |
| Marcin Sypniewski          | Confederazione (Nowa Nadzieja)                       |        | Europa delle Nazioni Sovrane                           |
| Stanisław Tyszka           | Confederazione (Nowa Nadzieja)                       |        | Europa delle Nazioni Sovrane                           |
| Ewa Zajączkowska-Hernik    | Confederazione (Nowa Nadzieja)                       |        | Europa delle Nazioni Sovrane                           |
| Anna Bryłka                | Confederazione (Movimento Nazionale)                 |        | Non iscritti                                           |
| Tomasz Buczek              | Confederazione (Movimento Nazionale)                 |        | Non iscritti                                           |
| Grzegorz Braun             | Confederazione (Confederazione della Corona Polacca) |        | Non iscritti                                           |
| Krzysztof Hetman           | Terza Via (Partito Popolare Polacco)                 |        | Gruppo del Partito Popolare Europeo                    |
| Adam Jarubas               | Terza Via (Partito Popolare Polacco)                 |        | Gruppo del Partito Popolare Europeo                    |
| Michał Kobosko             | Terza Via (Polonia 2050)                             |        | Renew Europe                                           |
| Robert Biedroń             | La Sinistra (Nuova Sinistra)                         |        | Alleanza Progressista dei Socialisti e dei Democratici |
| Joanna Scheuring-Wielgus   | La Sinistra (Nuova Sinistra)                         |        | Alleanza Progressista dei Socialisti e dei Democratici |
| Krzysztof Śmiszek          | La Sinistra (Nuova Sinistra)                         |        | Alleanza Progressista dei Socialisti e dei Democratici |

## Tabelle di sintesi

### Gruppi politici
| Gruppo parlamentare | Inizio |
| ------------------- | ------ |
| PPE                 | 23     |
| ECR                 | 20     |
| NI                  | 3      |
| S&D                 | 3      |
| ESN                 | 3      |
| RE                  | 1      |
| PfE                 | -      |
| Verdi/ALE           | -      |
| GUE/NGL             | -      |
| Totale              | 52     |

### Fonti
1. ↑  (PL) Wybory do Parlamentu Europejskiego 2024, su wybory.gov.pl. URL consultato il 18 giugno 2024.